# Lingua lipan
Il lipan o apache lipan, era La lingua parlata dagli indiani Lipan, appartenenti alla nazione Apache.
Il lipan appartiene alla famiglia athabaskana, del gruppo delle lingue apache, parlata nel Nuovo Messico (USA) .

## Localizzazione geografica
I Lipan vivevano in una regione che si estendeva nel Sud dell'attuale Texas. La loro popolazione, verso il 1680 era di 1 500 persone. I pochi discendenti attuali vivono nella riserva indiana mescalero del Nuovo Messico.
La lingua è ormai estinta nonostante alcuni tentativi di rivitalizzazione. Secondo Pillow, nel 1988 vi erano ancora 2 o 3 persone che la parlavano.
Il lipan, come molte delle lingue amerinde nordamericane, ha sofferto del processo di deriva linguistica verso l'inglese, per cui i giovani parlano quest'ultimo idioma a scapito di quelli tradizionali.

## Classificazione
Il lipan, appartiene alla famiglia linguistica delle Lingue apache, è uno dei membri del sottogruppo Apacheano, col navajo, il mescalero, l'apache occidentale ed il jicarilla.